# Peter Adrian Grauer
Peter Adrian Grauer (* 20. April 1969 in Târgu Mureș, Rumänien) ist ein deutsch-ungarischer Konzertpianist und Klavierpädagoge

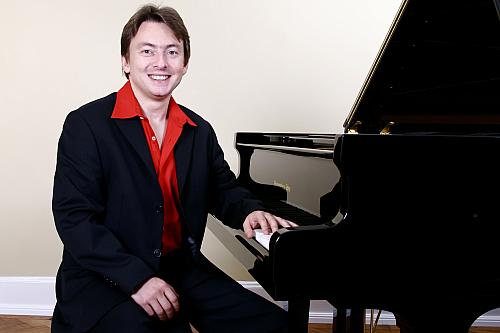
Peter Adrian Grauer

## Werdegang
Seinen ersten Klavierunterricht erhielt Grauer im Alter von sechs Jahren an der Musikschule für Hochbegabte in seiner Heimatstadt Târgu Mureș. Schon in jungen Jahren gab er erste Konzerte im rumänischen Rundfunk und Fernsehen und wurde zu Studioaufnahmen eingeladen. Im Alter von 14 Jahren gewann er den 1. Preis im Rumänischen Wettbewerb „Ciprian Porumbescu“.
1983 siedelte er nach Deutschland über und ließ sich in Aachen nieder, wo er 1989 am Anne-Frank-Gymnasium das Abitur ablegte. Schon während seiner Gymnasialzeit gehörte er als Jungstudent der Klasse von Professor Pavel Gililov an der Musikhochschule Köln an. Mit der Teilnahme an internationalen Meisterkursen (1986–1994) unter anderem bei Zoltán Kocsis, György Cziffra, Eliza Hansen, Christoph Eschenbach, Karl-Heinz Kämmerling und Rudolf Buchbinder legte er den Grundstein für seine Karriere als Konzertpianist.
Neben Kammermusik- und Liedbegleitungsabenden in deutschen Konzertsälen trat Grauer im europäischen Ausland, in Amerika sowie in Asien auf. Zu den Höhepunkten gehörten ein Konzert im Rahmen des Schleswig-Holstein-Musikfestivals (1994), eine Japan-Tournee mit insgesamt zehn Konzerten (1999) sowie zwei Konzertreihen in den Vereinigten Staaten (2009 und 2011).
Das Repertoire von Peter Grauer umfasst unterschiedliche Musikepochen. Der Schwerpunkt liegt dabei auf den Werken von Beethoven, Chopin, Grieg, Liszt und Bartók.
Seit dem Wintersemester 2020/2021 ist er Dozent an der Robert Schumann Hochschule Düsseldorf.